# Oberembrach
Oberembrach je obec v kantonu Curych ve Švýcarsku. Žije zde přibližně 1 100 obyvatel.

## Geografie
Oberembrach leží v nadmořské výšce 459 metrů ve východní části oblasti, zvané Zürich Unterland, v zalesněné krajině obklopené kopci. Zahrnuje údolí potoka Wildbach v dolní části údolí řeky Töss s bočními údolími potoků Moosbach a Tüfbach a údolí Dürsten. Rozloha obce se pohybuje od 437 m n. m. na řece Wildbach u Bächli do 644 m n. m. v Langacheru, resp. až do 647 m n. m. na přilehlé, uměle vyvýšené vyhlídkové plošině mezi Oberwagenburgem a Stiegenem.
K obci patří kromě obce Oberembrach také osady a vesnice Büelhof, Madlikon, Mühlberg, Ober- und Untermettmenstetten, Ober- und Unterwagenburg, Rothenfluh, Stiegen, Stürzikon a Sunnenbüel (též Sonnenbüel). V roce 1871 byly k Lufingenu připojeny vesnice Augwil a Vordermarchlen, v roce 1927 byly ke Klotenu přičleněny vesnice Eigental, Hinterbänikon a Vorderbänikon (dnes známé pouze jako Bänikon).
Z rozlohy obce je 58,3 % využíváno zemědělsky, 34,2 % pokrývají lesy, 2,8 % slouží dopravě a 4,4 % tvoří sídelní plochy. 0,1 % tvoří vodní plochy a 0,2 % neproduktivní půda (stav k roku 2018).
Sousedními obcemi jsou Embrach, Pfungen, Brütten, Nürensdorf, Kloten, Lufingen a město Winterthur.

## Historie

Letecký pohled (1948)

První zmínka o obci pochází z roku 1274 pod názvem Obern-Emmerach. Místní název lokality Steinmüri a římská mince nalezená v roce 1597 ukazují na rané osídlení. Dochovaly se zbytky zdí hradu Untersal u Obermettmenstettenu, zmiňovaného v letech 1393–1524. U vesnice Unterwagenburg svědčí stopy zdí o Wagenburgu, který přešel z rukou pánů z Wagenbergu, připomínaných v roce 1263, na pány z Heideggu a byl opuštěn po požáru v roce 1556. Vesnice je od středověku spojena s farností Embrach. Ve středověku byl Oberembrach rovněž součástí farnosti Embrach „zu Berg und Thal“. Sedláci hospodařili společně na Zelgenu. V roce 1797 nechal Jakob Bänninger, okresní soudce a rychtář, postavit na okraji obce velký hrázděný statek, takzvaný Rothaus. V roce 1822 vznikla v obci občanská korporace Oberembrach a na okrajových statcích samostatná sedlácká korporace Oberembrach. Ta byla zrušena v roce 1928, první v roce 1971. Obec má vlastní školu přibližně od roku 1750, od roku 1835 ve vlastní školní budově (od roku 1970 školní komplex Zweigärten).

## Obyvatelstvo

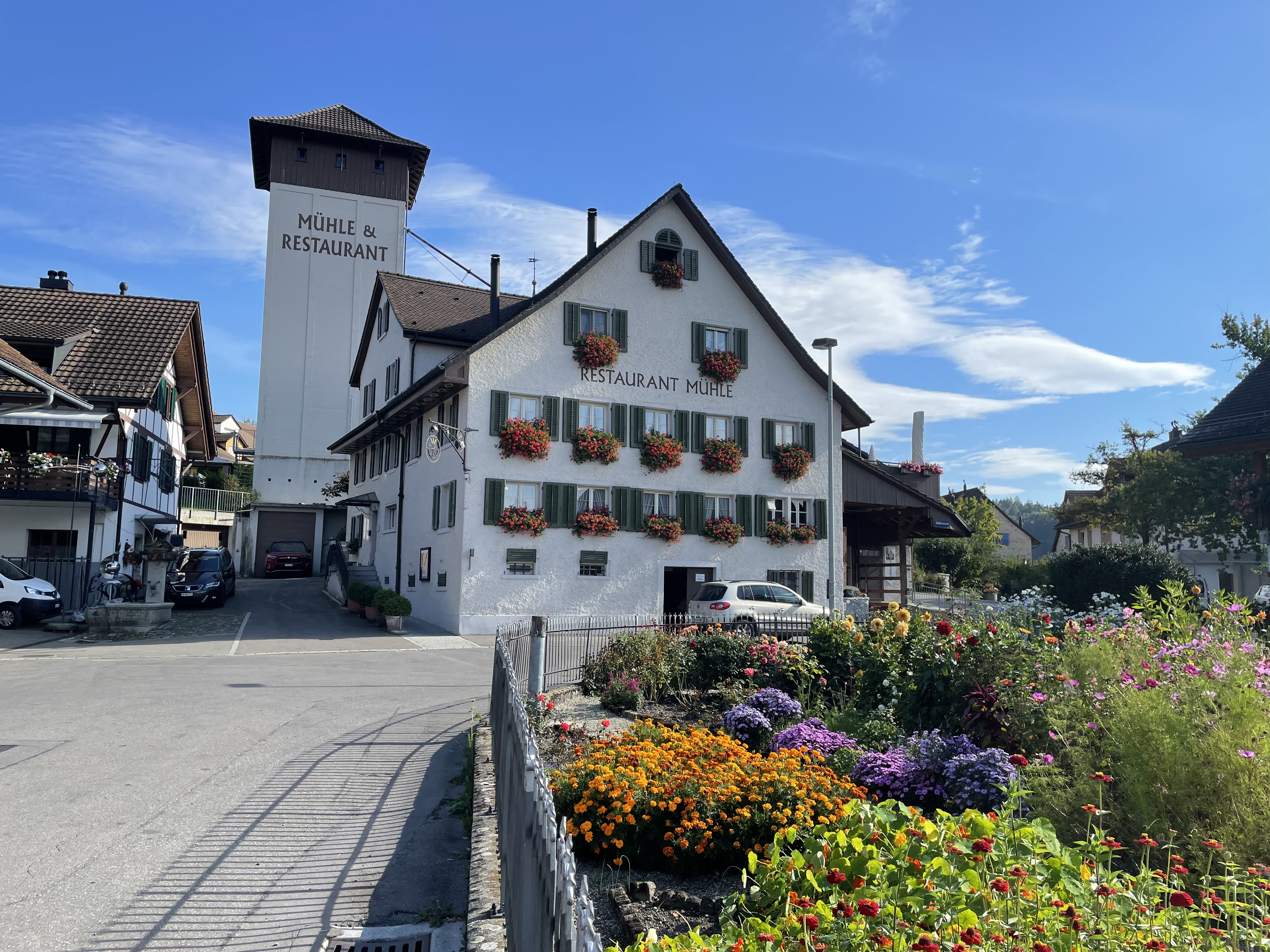
Mlýn v Oberembrachu

| Rok            | 1850 | 1900 | 1950 | 2000 | 2005 | 2010 | 2015 | 2020 | 2022 |
| Počet obyvatel | 843  | 617  | 571  | 966  | 961  | 966  | 1066 | 1097 | 1083 |

## Doprava
Oberembrach se nachází na křižovatce místních silnic, spojujících Embrach, Brütten a Birchwil. Nejbližší železniční stanice se nachází v Klotenu a v Pfungenu.

## Osobnosti
- Jakob Bosshart (1862–1924), švýcarský spisovatel